# 久姆里蒂莱耶
久姆里蒂莱耶（Jhumri Tilaiya），是印度贾坎德邦Kodarma县的一个城镇。总人口69444（2001年）。

## 人口
该地2001年总人口69444人，其中男性36750人，女性32694人；0—6岁人口11286人，其中男5808人，女5478人；识字率62.30%，其中男性为71.75%，女性为51.68%。